# Zhenjiatai (sockenhuvudort i Kina, Hunan Sheng, lat 29,69, long 110,48)
Zhenjiatai (kinesiska: 甄家台, 长潭坪乡) är en sockenhuvudort i Kina. Den ligger i provinsen Hunan, i den södra delen av landet, omkring 290 kilometer nordväst om provinshuvudstaden Changsha. Antalet invånare är 3 609. Befolkningen består av 1 753 kvinnor och 1 856 män. Barn under 15 år utgör 19,0 %, vuxna 15-64 år 65 %, och äldre över 65 år 14,0 %.
Runt Zhenjiatai är det ganska tätbefolkat, med 111 invånare per kvadratkilometer. Närmaste större samhälle är Zouma, 15,9 km norr om Zhenjiatai. I omgivningarna runt Zhenjiatai växer i huvudsak blandskog.
Genomsnittlig årsnederbörd är 1 698 millimeter. Den regnigaste månaden är september, med i genomsnitt 277 mm nederbörd, och den torraste är december, med 17 mm nederbörd.